# 雷荫成
雷荫成，中华人民共和国政治人物、外交官。

## 生平
1995年，接替夏树元担任中华人民共和国驻阿塞拜疆大使。1998年，由張國強接任。

## 家庭
已婚，妻子是安世勤。